# Liste des préfets de police de Paris
Pour un article plus général, voir Préfecture de police (Paris).
 (octobre 2024).
Si vous disposez d'ouvrages ou d'articles de référence ou si vous connaissez des sites web de qualité traitant du thème abordé ici, merci de compléter l'article en donnant les références utiles à sa vérifiabilité et en les liant à la section « Notes et références ».

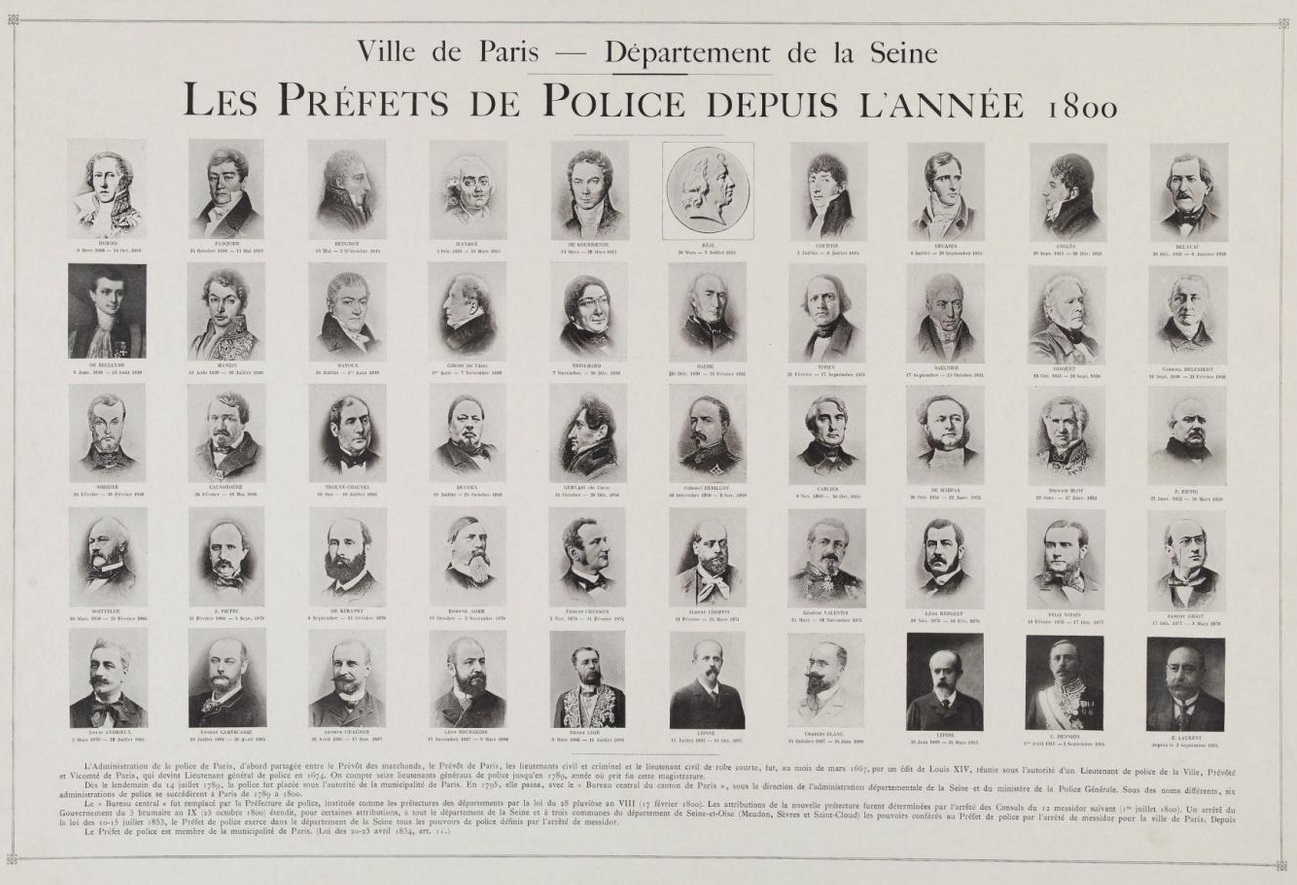
Les préfets de police depuis 1800
(estampe, c. 1914, Paris, musée Carnavalet).

La liste des préfets de police de Paris par époque est la suivante :

## Ancien Régime

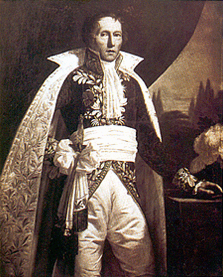
Louis Nicolas Dubois, premier préfet de police.

Sous l'Ancien Régime, le chef de la police parisienne était appelé lieutenant général de police.

## Préfets de police par époques

### Préfets de police napoléoniens (1800–1814et1815)
| Période         | Période         | Identité                           | Fonction précédente                         | Observation                                                                                            |
| --------------- | --------------- | ---------------------------------- | ------------------------------------------- | --- |
| 8 mars 1800     | 14 octobre 1810 | Louis Nicolas Dubois (1758–1847)   | Bureau central chargé de la police de Paris | premier préfet de police disgracié après l’incendie de l’ambassade d’Autriche, nommé conseiller d’État |
| 14 octobre 1810 | 13 mai 1814     | Étienne-Denis Pasquier (1767–1862) | conseiller d’État                           | démission avec la Restauration nommé directeur des Ponts et Chaussées                                  |
| 20 mars 1815    | 3 juillet 1815  | Pierre-François Réal (1757–1834)   |                                             | Cent-Jours                                                                                             |

### Préfets de police de la Restauration (1814–1815et1815–1830)
| Période           | Période           | Identité                                         | Fonction précédente                                | Observation                           |
| ----------------- | ----------------- | ------------------------------------------------ | -------------------------------------------------- | ------------------------------------- |
| 13 mai 1814       | 27 décembre 1814  | Jacques Claude Beugnot (1761–1835)               | Ministre de l’Intérieur du gouvernement provisoire | nommé ministre de la Marine           |
| 27 décembre 1814  | 14 mars 1815      | Antoine Balthazar Joachim d'André (1759–1825)    | émigré                                             | Intendant général de la Maison du Roi |
| 14 mars 1815      | 20 mars 1815      | Louis Antoine Fauvelet de Bourrienne (1769–1834) |                                                    | nommé ministre d’État                 |
| 3 juillet 1815    | 9 juillet 1815    | Eustache Marie Pierre Marc Antoine Courtin       |                                                    | Cent-Jours                            |
| 9 juillet 1815    | 29 septembre 1815 | Élie Decazes (1780–1860)                         |                                                    |                                       |
| 29 septembre 1815 | 20 décembre 1821  | Jules Anglès (1778–1828)                         | Ministre de la Police (1re Restauration)           |                                       |
| 20 décembre 1821  | 6 janvier 1828    | Guy Delavau (1788–1874)                          |                                                    |                                       |
| 17 janvier 1828   | 13 août 1829      | Louis-Marie de Belleyme (1787–1862)              | Procureur du roi au tribunal de la Seine           |                                       |
| 13 août 1829      | 30 juillet 1830   | Claude Mangin (1786–1835)                        | Procureur général à la Cour de Poitiers            | Trois Glorieuses                      |

### Préfets de police de la monarchie de Juillet
| Période           | Période           | Identité                              | Fonction précédente | Observation        |
| ----------------- | ----------------- | ------------------------------------- | ------------------- | ------------------ |
| 30 juillet 1830   | 1er août 1830     | Nicolas Bavoux (1774–1848)            |                     |                    |
| 1er août 1830     | 7 novembre 1830   | Amédée Girod de l'Ain (1781–1847)     |                     |                    |
| 7 novembre 1830   | 26 décembre 1830  | Achille Libéral Treilhard (1785–1855) |                     |                    |
| 26 décembre 1830  | 26 février 1831   | Jean-Jacques Baude (1792–1862)        |                     |                    |
| 26 février 1831   | 17 septembre 1831 | Alexandre-François Vivien (1799–1854) |                     |                    |
| 17 septembre 1831 | 15 octobre 1831   | Sébastien Louis Saulnier (1790–1835)  |                     |                    |
| 15 octobre 1831   | 10 septembre 1836 | Henri Gisquet (1792–1866)             |                     |                    |
| 10 septembre 1836 | 24 février 1848   | Gabriel Delessert (1786–1858)         |                     | Révolution de 1848 |

### Préfets de police et commissaires du gouvernement de la Deuxième République (1848–1851)
| Période          | Période          | Identité                          | Fonction précédente        | Observation               |
| ---------------- | ---------------- | --------------------------------- | -------------------------- | ------------------------- |
| 15 mars 1848     | 18 mai 1848      | Marc Caussidière                  |                            |                           |
| 18 mai 1848      | 19 juillet 1848  | Ariste Jacques Trouvé-Chauvel     |                            |                           |
| 19 juillet 1848  | 14 octobre 1848  | François Joseph Ducoux            |                            |                           |
| 14 octobre 1848  | 10 décembre 1848 | Guillaume-François Gervais        |                            |                           |
| 20 décembre 1848 | 8 novembre 1849  | Chéry Rebillot                    |                            |                           |
| 8 novembre 1849  | 27 octobre 1851  | Pierre Carlier                    |                            |                           |
| 27 octobre 1851  | 2 décembre 1851  | Charlemagne de Maupas (1818–1888) | Préfet de la Haute-Garonne | Coup d’État du 2 décembre |

### Préfets de police du Second Empire (1851–1870)
| Période | Période | Identité             | Fonction précédente        | Observation                                 |
| ------- | ------- | -------------------- | -------------------------- | ------------------------------------------- |
| 1852    | 1858    | Pierre Marie Pietri  | Préfet de la Haute-Garonne |                                             |
| 1858    | 1866    | Symphorien Boittelle | Préfet de l'Yonne          | Sénateur du Second Empire (20 février 1866) |
| 1866    | 1870    | Joseph Marie Pietri  | Préfet du Nord             |                                             |

### Préfets de police de la Troisième République (1870–1940)
| Période          | Période           | Identité                           | Fonction précédente                 | Observation                                                            |
| ---------------- | ----------------- | ---------------------------------- | ----------------------------------- | ---------------------------------------------------------------------- |
| 4 septembre 1870 | 11 octobre 1870   | Émile de Kératry                   |                                     |                                                                        |
| 11 octobre 1870  | 2 novembre 1870   | Edmond Adam                        |                                     |                                                                        |
| 2 novembre 1870  | 11 février 1871   | Guillaume-Ernest Cresson           |                                     |                                                                        |
| 11 février 1871  | 15 mars 1871      | Albert Choppin                     |                                     | par intérim                                                            |
| 15 mars 1871     | 17 novembre 1871  | Louis Ernest Valentin              |                                     | délégué dans les fonctions                                             |
| 17 novembre 1871 | 8 mars 1876       | Léon Renault                       |                                     |                                                                        |
| 8 mars 1876      | 1er décembre 1877 | Félix Voisin                       |                                     |                                                                        |
| 17 décembre 1877 | 4 mars 1879       | Albert Gigot                       |                                     |                                                                        |
| 4 mars 1879      | 16 juillet 1881   | Louis Andrieux                     |                                     |                                                                        |
| 16 juillet 1881  | 23 avril 1885     | Ernest Camescasse                  |                                     |                                                                        |
| 23 avril 1885    | 17 novembre 1887  | Arthur Gragnon                     |                                     |                                                                        |
| 17 novembre 1887 | 11 mars 1888      | Léon Bourgeois                     |                                     |                                                                        |
| 10 mars 1888     | 11 juillet 1893   | Henri Lozé                         |                                     |                                                                        |
| 11 juillet 1893  | octobre 1897      | Louis Lépine (1846–1933)           | préfet de Seine-et-Oise             | nommé gouverneur d’Algérie                                             |
| octobre 1897     | juin 1899         | Charles Blanc                      | directeur de la Sûreté générale     | nommé conseiller d'État                                                |
| juin 1899        | 29 mars 1913      | Louis Lépine (1846–1933)           | gouverneur de l’Algérie             | retraite                                                               |
| 31 mars 1913     | 2 septembre 1914  | Célestin Hennion (1862–1915)       | directeur de la Sûreté générale     | raisons de santé                                                       |
| 2 septembre 1914 | 3 juin 1917       | Émile Marie Laurent (1852–1930)    | secrétaire général de la préfecture | Retraite                                                               |
| 3 juin 1917      | 23 novembre 1917  | Louis Hudelo (1868–1945)           | directeur de la Sûreté générale     | devient préfet de la Loire-Inférieure                                  |
| 23 novembre 1917 | 13 mai 1921       | Fernand Raux (1863–1955)           | préfet de l’Oise                    | devient ministre plénipotentiaire                                      |
| 13 mai 1921      | 5 juillet 1922    | Robert Leullier (1870–1922)        | préfet du Pas-de-Calais             | décès                                                                  |
| 9 juillet 1922   | 2 août 1924       | Armand Naudin (1869–1938)          | préfet du Nord                      | devient préfet de la Seine                                             |
| 2 août 1924      | 13 avril 1927     | Alfred Morain (1864–1938)          | préfet du Nord                      | devient commissaire général adjoint de l’exposition coloniale de Paris |
| 14 avril 1927    | 3 février 1934    | Jean Chiappe (1878–1940)           | directeur de la Sûreté générale     | révoqué, ce qui provoque les manifestations du 6 février 1934          |
| 3 février 1934   | 17 mars 1934      | Adrien Bonnefoy-Sibour (1881–1966) | préfet de Seine-et-Oise             | devient préfet (hors classe) de Seine-et-Oise                          |
| 17 mars 1934     | 24 janvier 1941   | Roger Langeron (1882–1966)         | préfet du Nord                      | arrêté et incarcéré par erreur par la Gestapo                          |

### Préfets de police sous l'Occupation allemande (1940–1944)
Après l'arrestation de Roger Langeron, les préfets de police, qui étaient sous l'autorité allemande de par la convention d'Armistice, ne pouvaient être nommés qu'avec l'accord des autorités allemandes, d'abord des autorités militaires (MBF) puis du général en chef SS Karl Oberg, plus haut dignitaire nazi en France, de 1942 à la Libération.   
| Période                                                       | Période      | Identité         | Fonction précédente                                | Observation                           |
| ------------------------------------------------------------- | ------------ | ---------------- | -------------------------------------------------- | ------------------------------------- |
| 13 février 1941, délégué dans les fonctions, puis intérimaire | 14 mai 1941  | Camille Marchand | Directeur général de la police municipale de la PP | Retraite le 30 mai/30 août 1941       |
| 15 mai 1941                                                   | 21 mai 1942  | François Bard    | Préfet de la Haute-Vienne                          | Nommé contre-amiral le 29 mars 1941   |
| 21 mai 1942                                                   | 19 août 1944 | Amédée Bussière  | Préfet du Pas-de-Calais                            | Condamné à perpétuité en juillet 1946 |

### Préfets de police et commissaires de la République du GPRF et de la Quatrième République (1944–1958)
| Période          | Période          | Identité                     | Fonction précédente | Observation                                          |
| ---------------- | ---------------- | ---------------------------- | ------------------- | ---------------------------------------------------- |
| 19 août 1944     | 19 mars 1947     | Charles Luizet (1903–1947)   |                     |                                                      |
| 20 mars 1947     | 8 juillet 1947   | Armand Ziwès (1887–1962)     |                     | intérim                                              |
| 9 juillet 1947   | 11 avril 1951    | Roger Léonard (1898–1987)    |                     |                                                      |
| 12 avril 1951    | 12 juillet 1954  | Jean Baylot (1897–1976)      |                     |                                                      |
| 13 juillet 1954  | 11 novembre 1955 | André Dubois (1903–1998)     |                     |                                                      |
| 12 novembre 1955 | décembre 1957    | Roger Génébrier (1901–1988)  |                     |                                                      |
| Décembre 1957    | 14 mars 1958     | André Lahillonne (1902–1987) |                     |                                                      |
| 15 mars 1958     | 26 décembre 1966 | Maurice Papon (1910–2007)    |                     | La Quatrième République prend fin le 4 octobre 1958. |

### Préfets de police de la Cinquième République (depuis1958)
| Période          | Période          | Identité                      | Fonction précédente | Observation |
| ---------------- | ---------------- | ----------------------------- | --- | --- |
| 15 mars 1958     | 26 décembre 1966 | Maurice Papon (1910–2007)     | | La Cinquième République est proclamée le 4 octobre 1958.                                                                                       |
| 27 décembre 1966 | 12 avril 1971    | Maurice Grimaud (1913–2009)   | directeur général de la Sûreté nationale                                                                                     | |
| 13 avril 1971    | 1er juillet 1973 | Jacques Lenoir (1918–2008)    | directeur central des renseignements généraux                                                                                | |
| 2 juillet 1973   | 2 mai 1976       | Jean Paolini (1921–2015)      | directeur de cabinet du préfet de police                                                                                     | |
| 3 mai 1976       | 7 août 1981      | Pierre Somveille (1921–2009)  | préfet de la région Provence-Alpes-Côte d'Azur                                                                               | |
| 8 août 1981      | 8 juin 1983      | Jean Périer (1925–2014)       | préfet de la région Bretagne                                                                                                 | |
| 9 juin 1983      | 16 juillet 1986  | Guy Fougier (1932–2008)       | préfet de la région Poitou-Charentes                                                                                         | |
| 17 juillet 1986  | 15 août 1988     | Jean Paolini (1921–2015)      | préfet hors cadre | |
| 16 août 1988     | 20 avril 1993    | Pierre Verbrugghe (1929–2017) | conseiller-maître à la Cour des comptes                                                                                      | |
| 21 avril 1993    | 8 avril 2001     | Philippe Massoni (1936–2015)  | directeur de cabinet du ministre d'État, ministre de l'Intérieur et de l'Aménagement du territoire                           | |
| 9 avril 2001     | 3 novembre 2004  | Jean-Paul Proust (1940–2010)  | chargé de la mission interministérielle pour l'élimination des farines animales                                              | |
| 3 novembre 2004  | 11 juin 2007     | Pierre Mutz (né en 1942)      | directeur général de la gendarmerie nationale                                                                                | |
| 11 juin 2007     | 30 mai 2012      | Michel Gaudin (né en 1948)    | directeur général de la police nationale                                                                                     | |
| 30 mai 2012      | 9 juillet 2015   | Bernard Boucault (né en 1948) | directeur de l'École nationale d'administration                                                                              | |
| 9 juillet 2015   | 19 avril 2017    | Michel Cadot (né en 1954)     | préfet de la région Provence-Alpes-Côte d'Azur, préfet de la zone de défense et de sécurité Sud, préfet des Bouches-du-Rhône | Remplacé à la suite des blessures reçues lors d'une chute accidentelle de vélo, survenue à Paris le 17 avril 2017                              |
| 19 avril 2017    | 18 mars 2019     | Michel Delpuech (né en 1953)  | préfet de Paris, préfet de la région Île-de-France                                                                           | Limogé à la suite des pillages des Champs-Élysées lors de l'acte XVIII du mouvement des Gilets jaunes et dans le contexte de l'affaire Benalla |
| 20 mars 2019     | 21 juillet 2022  | Didier Lallement (né en 1956) | préfet de la région Nouvelle-Aquitaine, préfet de la Gironde                                                                 | |
| 21 juillet 2022  |                  | Laurent Nuñez (né en 1964)    | coordonnateur national du renseignement et de la lutte contre le terrorisme                                                  | secrétaire d'État auprès du ministre de l'Intérieur de 2018 à 2020                                                                             |

## Odonymie
Plusieurs voies publiques de Paris portent ou ont porté le nom de l’un de ses anciens préfets de police :
- rue Pasquier (1863)
- rue Debelleyme (1865)
- rue Ernest-Cresson (1907)
- allée Léon-Bourgeois (1926)
- place Louis-Lépine (1934)
- allée Célestin-Hennion (2007)
- avenue Émile-Laurent (1932)
- avenue Jean-Chiappe (1941–1945), l’actuelle avenue Georges-Mandel
- rue Charles-Luizet (1980)